# Attestation France Travail
Vous êtes invité à donner votre avis sur cette page de discussion, de manière argumentée en vous aidant notamment des critères d’admissibilité ou en présentant des sources extérieures et sérieuses.  
Après avoir apposé le modèle {{Admissibilité}} sur une page, suivez les étapes expliquées sur Wikipédia:Débat d'admissibilité/Aide :
| 1. | Créez la page de débat d'admissibilité.                                                                      | Sauvegardez d’abord la page pour l’initialiser puis indiquez votre motivation.                    |
| 2. | Important : ajoutez une entrée dans la section Débat d'admissibilité du jour.                                | Utilisez ce texte : *{{L\|Attestation France Travail}}                                            |
| 3. | Pensez à informer les contributeurs principaux de la page et les projets associés lorsque cela est possible. | Utilisez ce texte : {{subst:Avertissement débat d'admissibilité\|Attestation France Travail}}~~~~ |

L'attestation France Travail, anciennement connue en tant qu'attestation Pôle Emploi, est en France, un document officiel délivré par l’employeur à un salarié lors de la fin de son contrat de travail. Elle joue un rôle essentiel dans l'ouverture des droits à l’assurance chômage et constitue une obligation légale pour les employeurs.

## Historique

### Les premiers documents formalisés
L’assurance chômage n’est formalisée qu’en 1958, avec la mise en place de l’UNEDIC (Union nationale interprofessionnelle pour l’emploi dans l’industrie et le commerce).
Les employeurs commencent alors à devoir fournir des documents attestant des périodes travaillées et des cotisations versées. Ces documents étaient principalement des certificats manuscrits ou standardisés remis aux salariés quittant leur emploi.

### 1979: Mise en place de l’attestation d’emploi spécifique
Un arrêté de 1979 introduit une obligation formelle pour l’employeur de fournir une attestation à un salarié quittant l’entreprise. Ce document devient nécessaire pour :
- Justifier les droits aux allocations chômage,
- Déclarer les cotisations sociales versées.

À cette époque, il s’agissait d’un formulaire papier remis au salarié, sans transmission systématique à l’administration.

### Depuis juillet 2024
L’attestation a été instituée dans le cadre de la réglementation de l’assurance chômage en France. Avec la réforme du service public de l’emploi, la création de France Travail en remplacement de Pôle Emploi a été annoncée en 2024, entraînant le changement de nom de ce document à partir de juillet 2024. Toutefois, ses finalités et son contenu sont restés largement identiques.

## Informations figurant dans l'attestation
Le principal objectif de l’attestation est de permettre au salarié de faire valoir ses droits à l’assurance chômage auprès de France Travail. Elle constitue une preuve des périodes travaillées, des rémunérations perçues et des cotisations versées.
L’attestation France Travail contient les informations suivantes :
- Identité de l'employeur : raison sociale, numéro SIRET.
- Informations sur le salarié : nom, prénom, numéro de Sécurité sociale.
- Détails du contrat de travail : type de contrat (CDI, CDD, etc.), dates de début et de fin.
- Motif de la rupture : démission, licenciement, rupture conventionnelle, etc.
- Rémunérations perçues : salaires bruts mensuels, primes, indemnités.
- Heures travaillées : notamment pour les contrats à temps partiel ou intermittents.

## Obligations légales
La remise de l’attestation est une obligation prévue par le Code du travail (article R1234-9). En cas de manquement, l’employeur s’expose à des sanctions :
- Amende administrative en cas de retard ou d’absence de remise[3],
- Dommages et intérêts en cas de préjudice subi par le salarié (par exemple, un retard dans l’indemnisation).

L’employeur doit remettre au salarié à la fin du contrat, l’attestation accompagnée du Certificat de travail et, le cas échéant, du solde de tout compte. Par fin du contrat il faut entendre le dernier jour du préavis qu’il soit ou non exécuté.
L’employeur doit, pour les entreprises de plus de 11 salariés, légalement transmettre l’attestation par voie électronique, via le portail officiel de France Travail.
Si l’attestation comporte des informations incomplètes ou des erreurs, le salarié peut demander à l’employeur de corriger l’attestation.
Si l’employeur ne corrige pas l’attestation, le salarié peut saisir le conseil des prud’hommes.
La remise tardive ou l’absence de remise de l’attestation peut entraîner des retards de versement de l’allocation chômage. Si ce retard ou cette absence provoque des dommages pour le salarié il peut saisir le Conseil de prud'hommes pour demander des dommages et intérêts si le préjudice est prouvé et reconnu.
La production d'une nouvelle attestation France Travail génère une actualisation du décompte de l'ARE par l'assurance chômage qui peut entraîner une évolution à la hausse ou la baisse de l'ARE. En cas de trop versé, France Travail peut être amené à demander le remboursement du trop perçu de l'ARE.